# Bråfalls såg

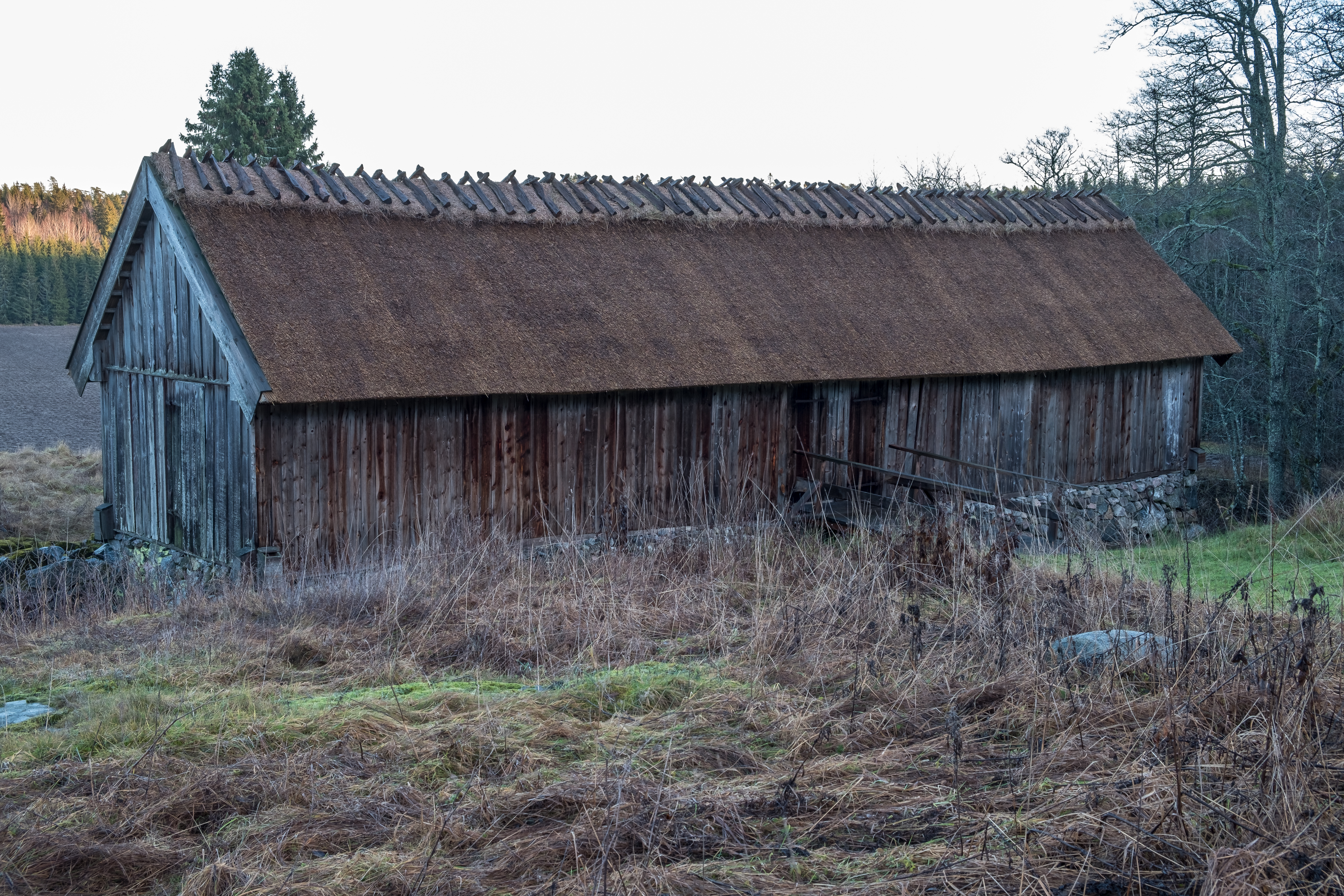
Bråfalls såg Exteriör

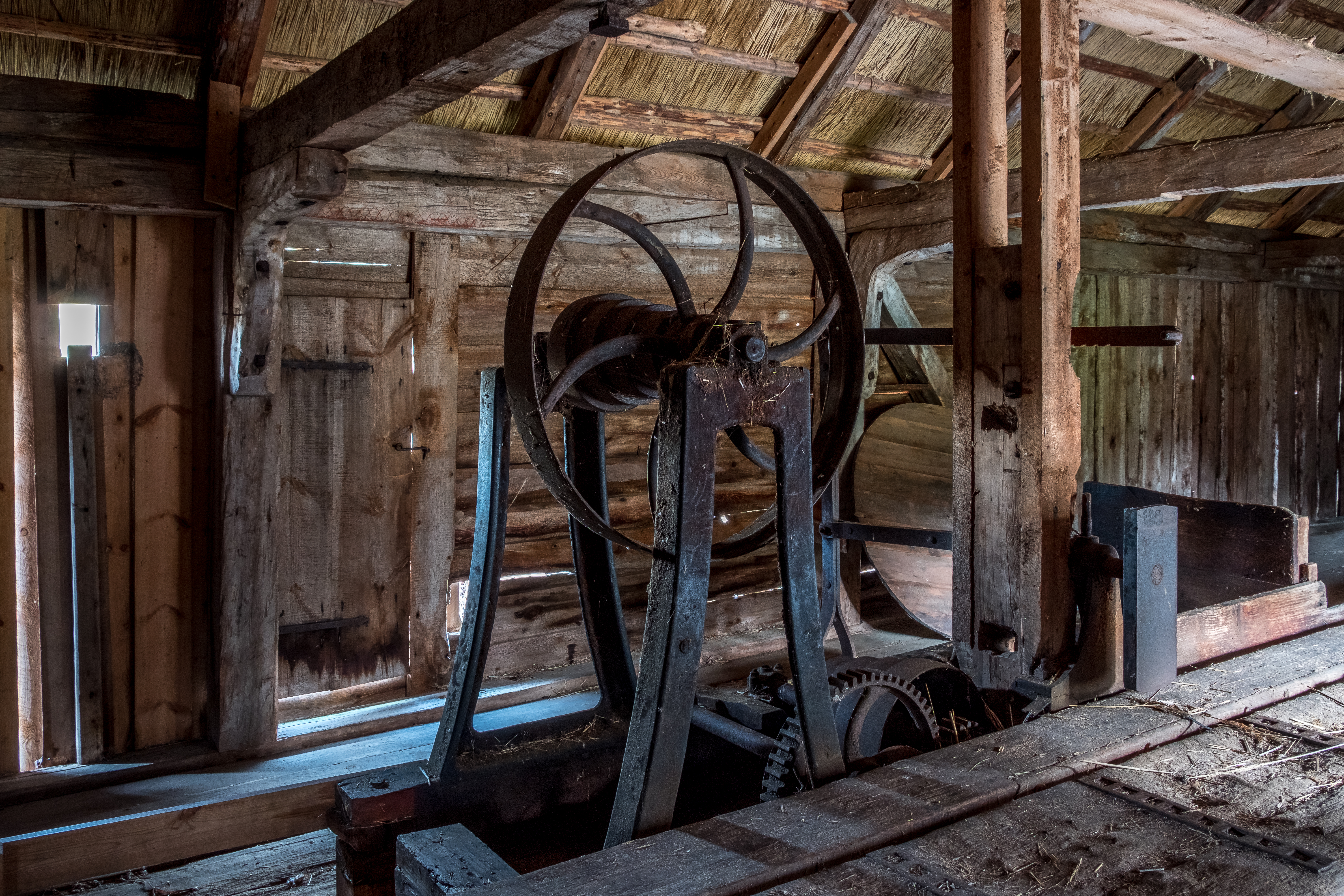
Bråfalls såg Interiör

Bråfalls såg var ett litet vattendrivet sågverk som låg vid Bråfall i Bälinge socken, sydost om Stora Frillingen och Lilla Frillingen i Nyköpings kommun. Sågen drevs av gården i första hand för eget behov. Den lades ned i början på 1940-talet men byggnaden står fortfarande kvar. 2012 reparerades grunden och 2016 lades taket om med vass. Byggnaden förvaltas av Sörmlands Naturbruk, som är förvaltare av hela Nynäs naturreservat och dess byggnadsbestånd.Mer information om sågen finns att läsa på Sörmlands museum.
Bråfalls såg är startpunkt för etapp 51 på Sörmlandsleden.